# Villa Luro

Lage von Villa Luro in Buenos Aires

Villa Luro ist ein Stadtteil im Westen der argentinischen Hauptstadt Buenos Aires. Der Stadtteil ist 2,6 km² groß und gehört zur Comuna C10. Von 1991 auf 2001 nahm die Bevölkerung von 30.753 auf 33.058 Personen zu, das entspricht einem Zuwachs von 7,5 Prozent.

## Beschreibung
Villa Luro wurde nach dem Arzt und Bauunternehmer Dr. Pedro Luro benannt, der in den 1870ern seinen Landbesitz in der Gegend in Einzelparzellen aufteilte und verkaufte. Luro war auch an der Entwicklung des Badeortes Mar del Plata beteiligt. Zu den ersten Einwohnern des Viertels gehörten italienische, spanische, portugiesische und baskische Einwanderer. Heute ist Villa Luro ein ruhiger Stadtteil mit Vorort-Charakter und niedrigen Häusern. Villa Luro ist Heimat des Club Atlético Stentor. Vor dem Umzug in das Nachbarviertel Liniers befand sich das Stadion des CA Vélez Sársfield in Villa Luro.
Der Stadtteil wird durch die folgenden Straßen begrenzt: Avenida Emilio Castro, Escalada, Avenida Juan B. Alberdi, Medina, Avenida Rivadavia, Avenida Canónigo Miguel Calixto del Corro, Avenida Juan B. Justo, Avenida Lope de Vega, Avenida Álvarez Jonte, Bacacay, Irigoyen, Bahngleise Ferrocarril Domingo F. Sarmiento, Anselmo Sáenz Valiente und Albariño.
Jedes Jahr am 1. Dezember wird der Stadtteiltag gefeiert, 2011 zum 100. Mal.